# فرد دلمار
فرد دلمار (انگلیسی: Fred Delmare؛ ‏ ۲۴ آوریل ۱۹۲۲ – ۱ مهٔ ۲۰۰۹) با نام اصلیِ ورنر فورن‌دران (آلمانی: Werner Vorndran) بازیگر اهل کشور آلمان بود.
از فیلم‌ها یا برنامه‌های تلویزیونی که وی در آن نقش داشته‌است می‌توان به برهنه در میان گرگ‌ها، لوته در وایمار، سفیدبرفی و پل اشاره کرد.